# Jordan Hill (kulle)
Jordan Hill är en kulle i Storbritannien.   Den ligger i kommunen Dorset och riksdelen England, i den södra delen av landet, 190 km sydväst om huvudstaden London. Toppen på Jordan Hill är 46 meter över havet.
Terrängen runt Jordan Hill är platt. Havet är nära Jordan Hill åt sydost. Närmaste större samhälle är Weymouth, 3,3 km sydväst om Jordan Hill. 